# بورانو
بورانو (انگلیسی: Burano) یک جزیره در تالاب ونتزیا در شمال ایتالیا است و به مانند ونیز، درست‌تر است که مجمع‌الجزایری از چهار جزیره خوانده شود که از طریق پل بهم وصل هستند. 

## نگارخانه

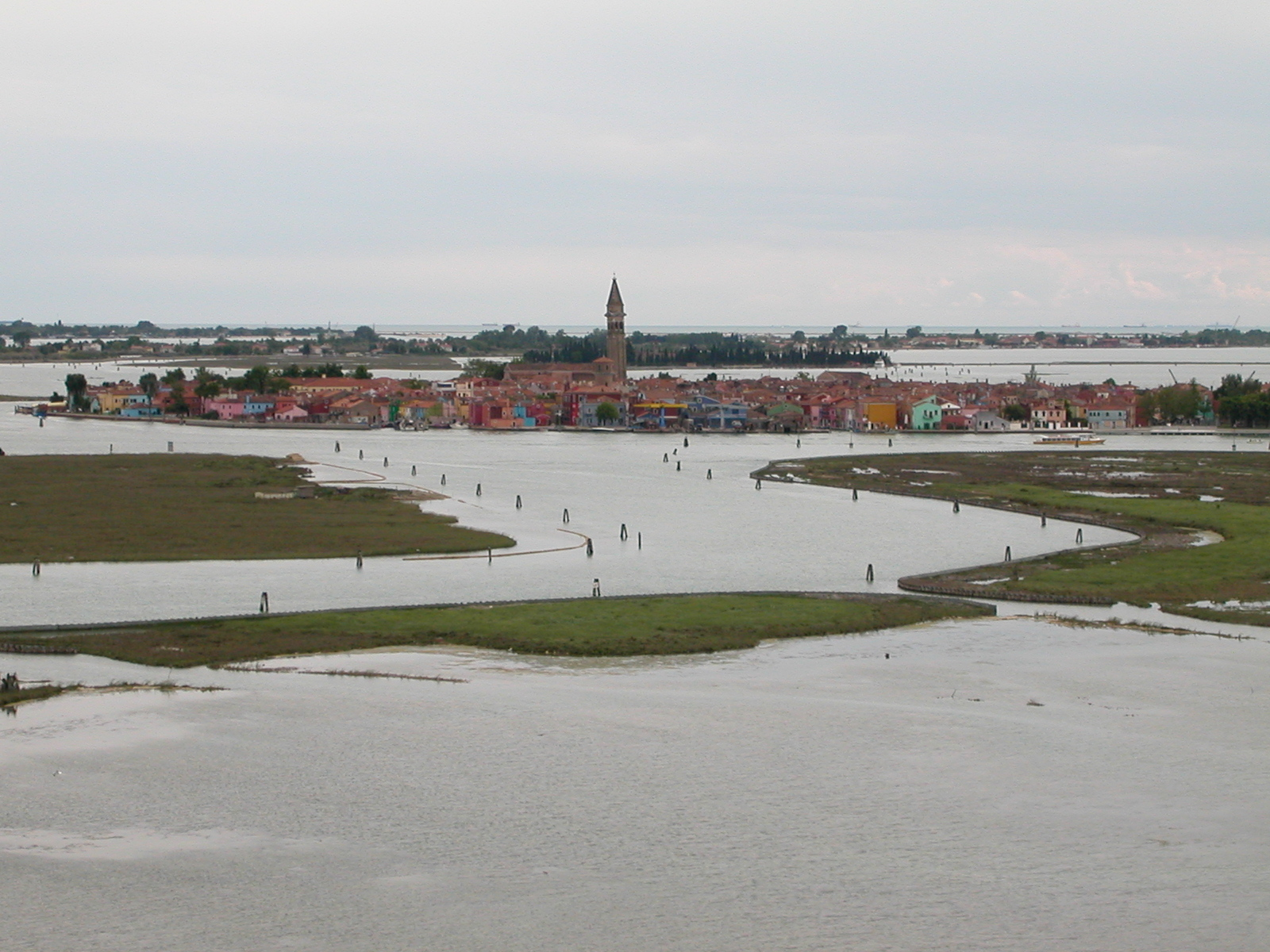
Burano seen from Torcello
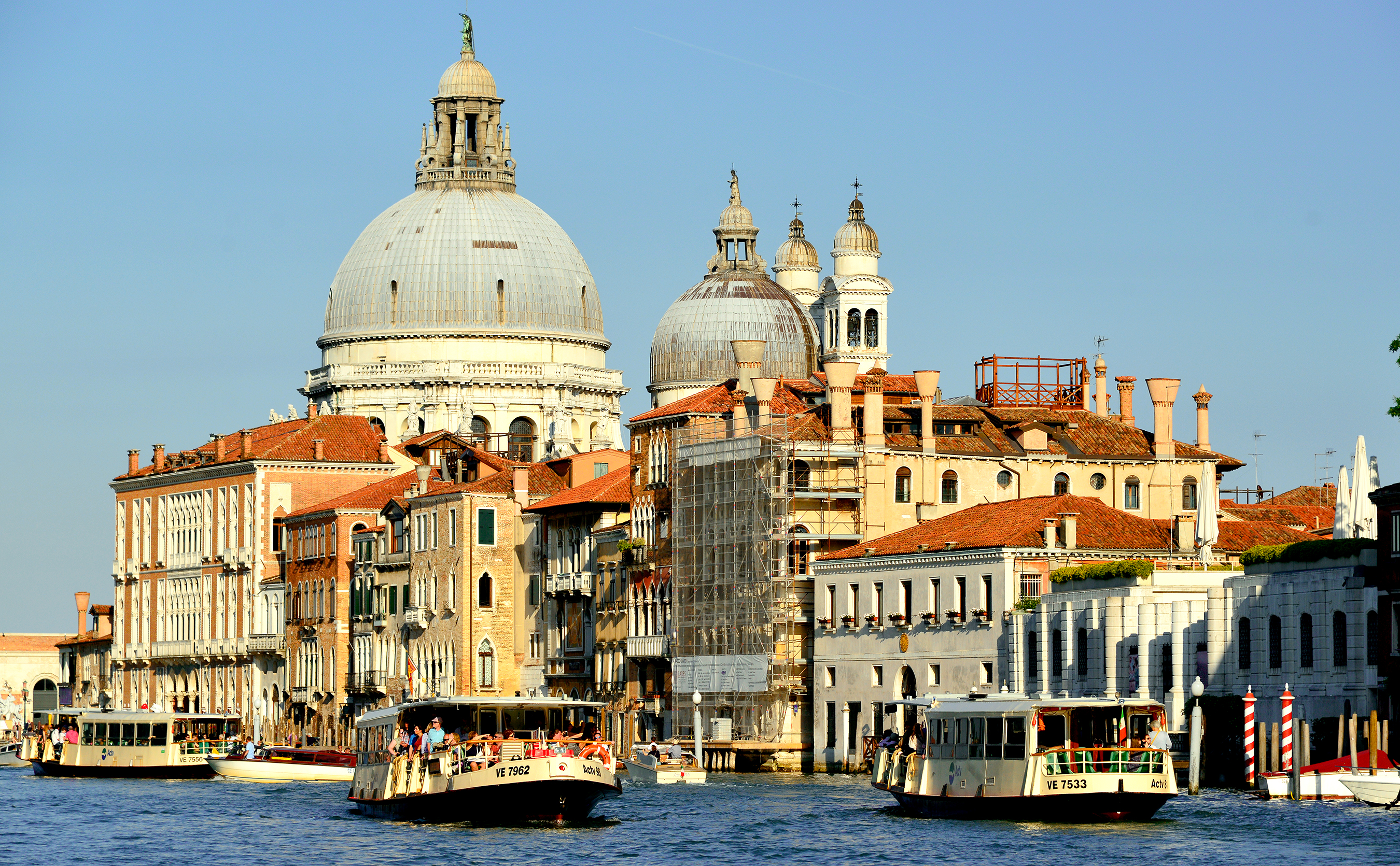
Three Venetian vaporetti headed for Burano
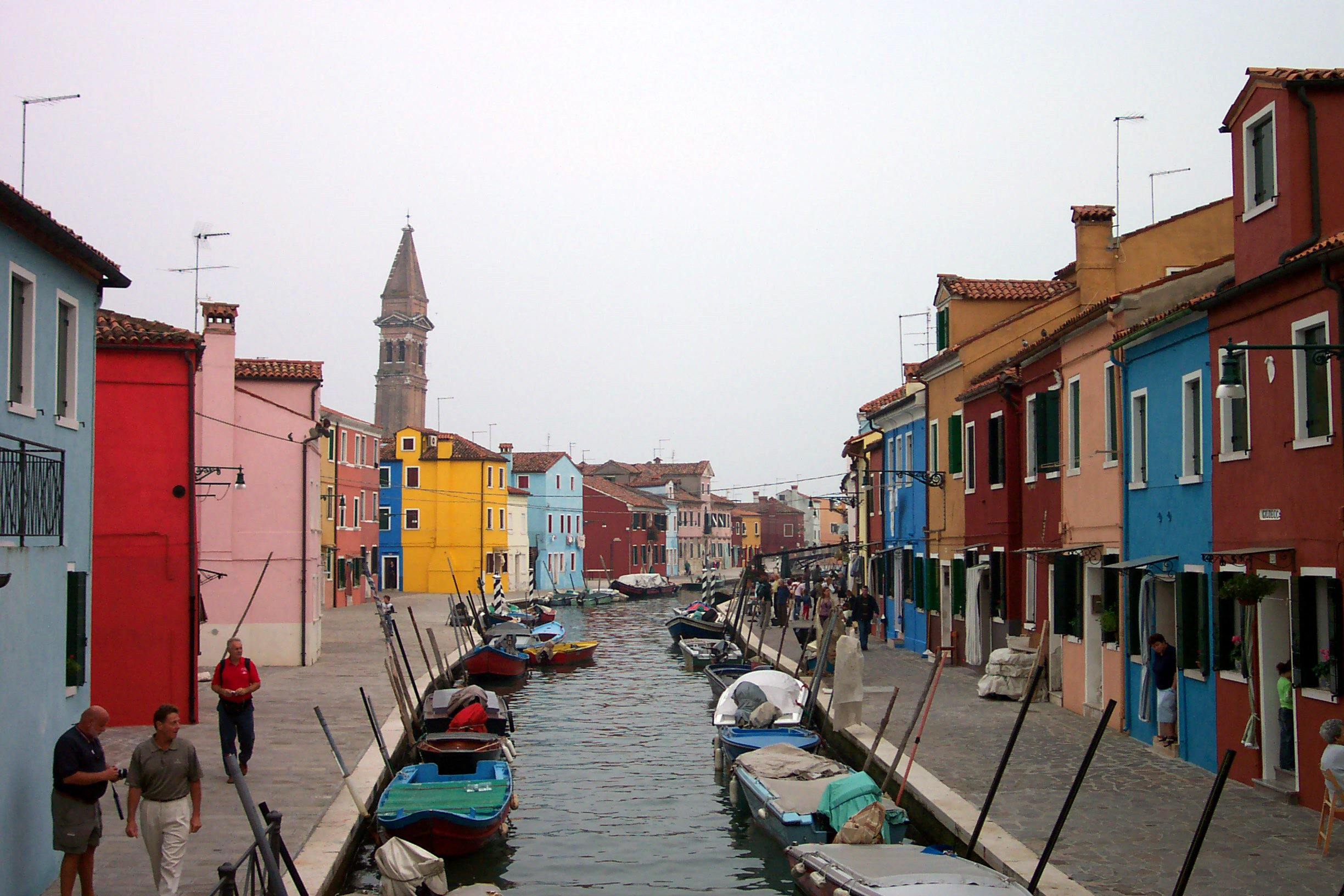
Canal in Burano
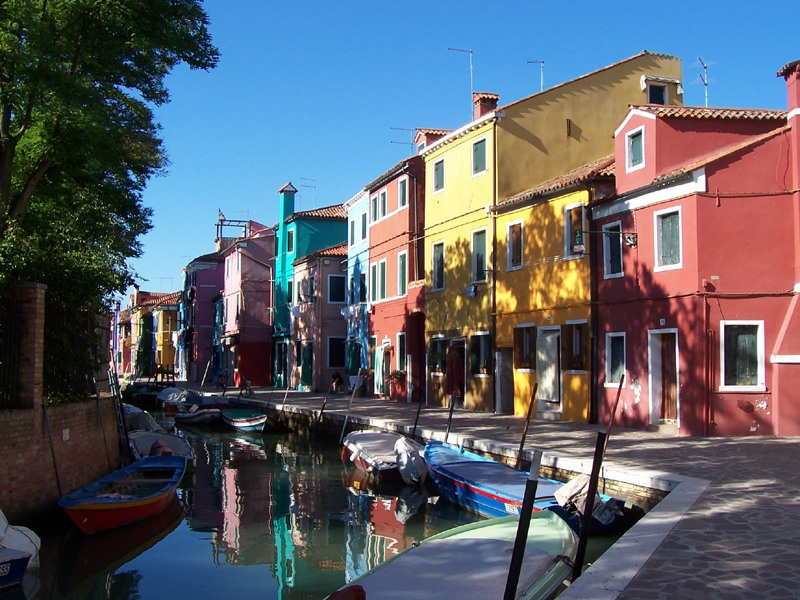
Terranova sestiere
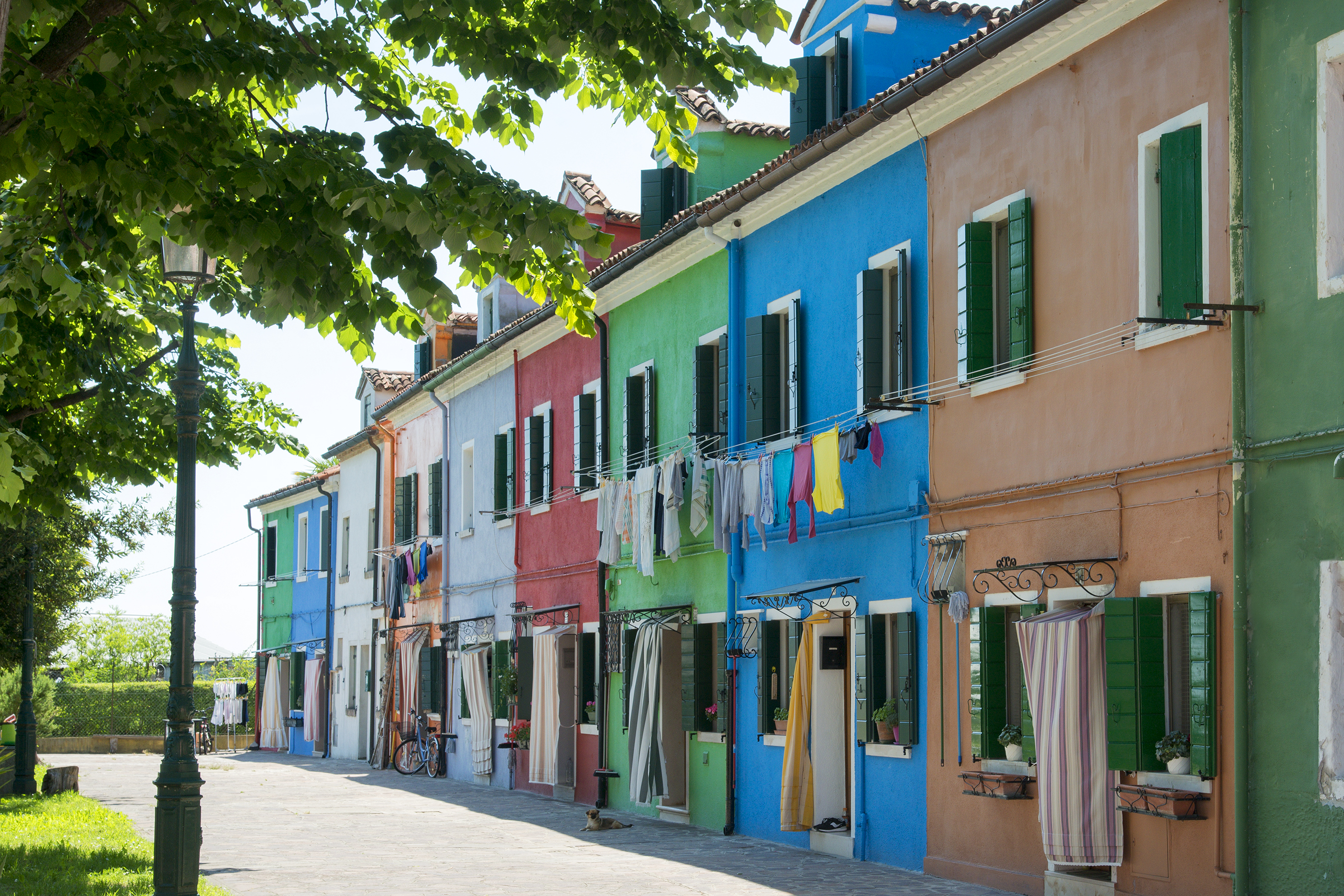
A residential area of Burano
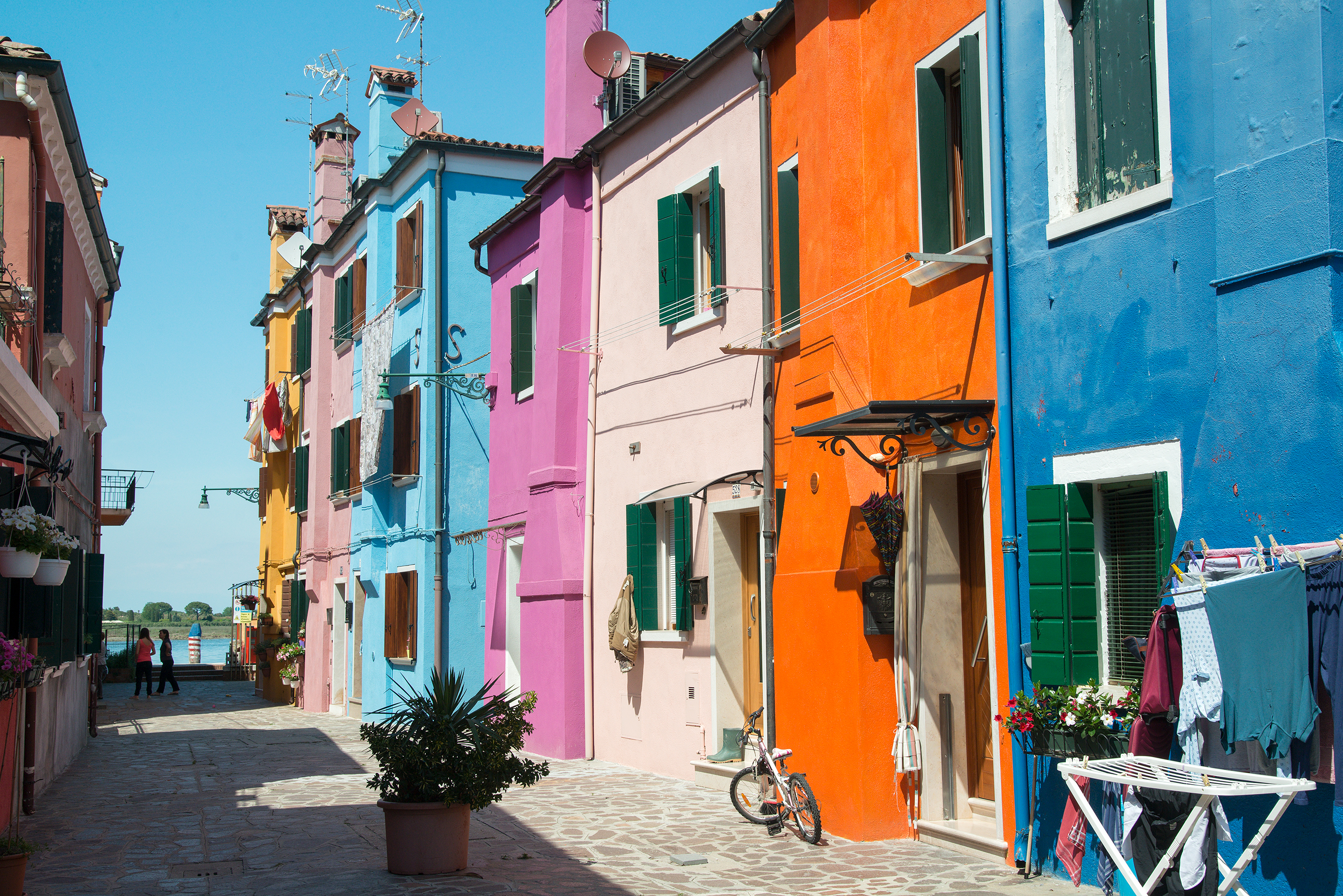
Nearly all buildings are painted in rich colors
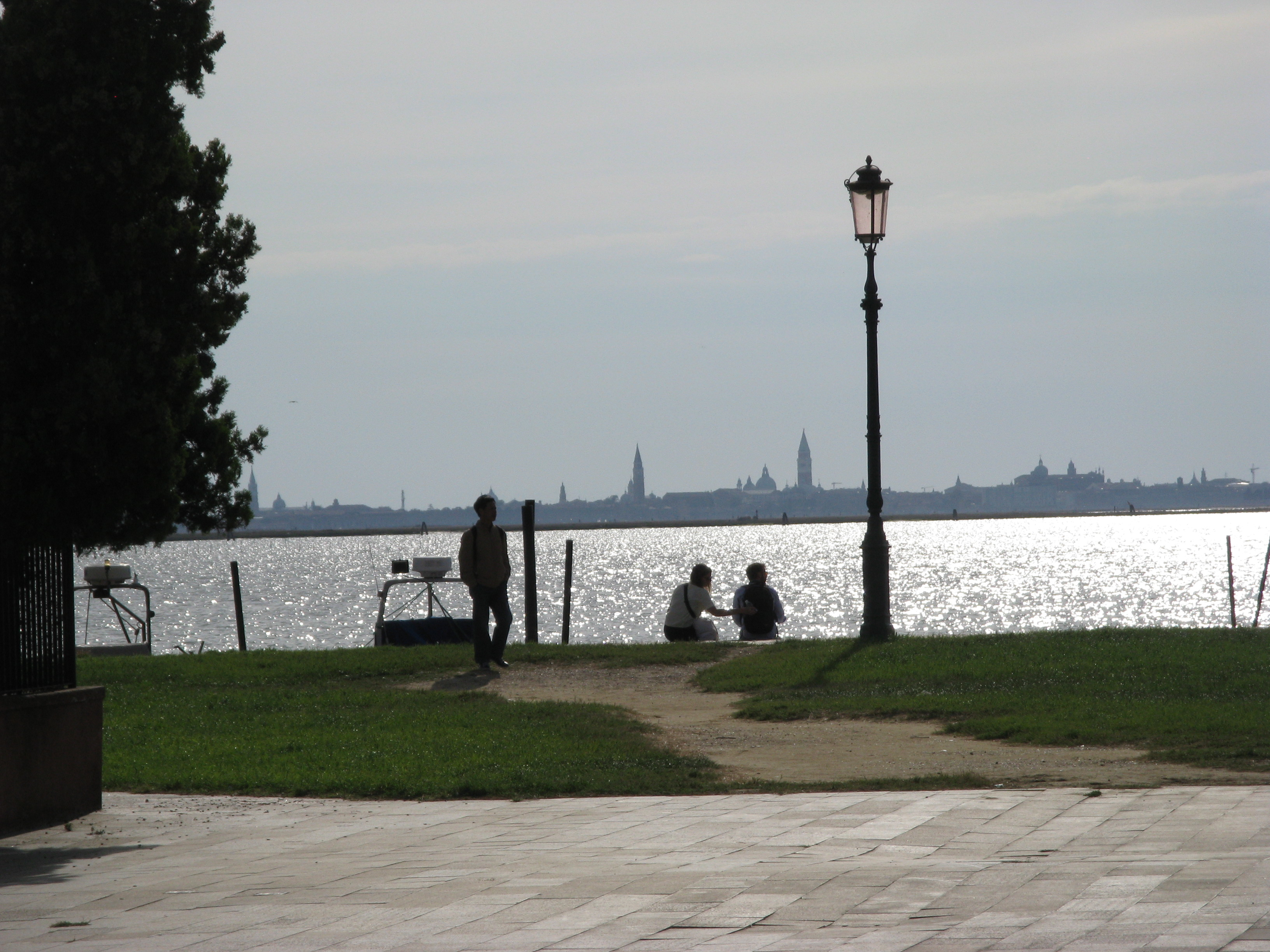
View from Burano